# Michel Donato
Michel André Donato (Montreal, 25 augustus 1942) is een Canadees jazzmuzikant (bas, piano) en filmcomponist.

## Biografie
Donato's vader was een tenorsaxofonist en orkestleider, een oom was pianist. Hij leerde voor het eerst accordeon en op 12-jarige leeftijd speelde hij autodidact piano en op 14-jarige leeftijd bas. Van 1960 tot 1963 studeerde hij aan het Montréal Conservatorium bij Roger Charbonneau. In 1964 speelde hij in het Orchestre symphonique de Montréal en in 1968/1969 in de formatie Aquarius Rising van de saxofonist Brian Barley. Hij werkte ook samen met Carmen McRae, Charles Aznavour, Michel Legrand en andere artiesten in de jaren 1960. In 1969 verhuisde hij naar Toronto, waar hij o.a. samenwerkte met Lenny Breau, Moe Koffman, Sonny Greenwich. Hij begeleidde gastmuzikanten als Benny Carter, Art Farmer, Milt Jackson, Gerry Mulligan, Zoot Sims, Clark Terry en Dave McKenna in clubs in Toronto en werkte als studiomuzikant.
Begin jaren 1970 ging hij op wereldtournee met Oscar Peterson en speelde hij met Bill Evans in Canada, maar hij sloeg een aanbod af om een vast lid van zijn trio te worden. Na opnamen te hebben gemaakt met Gerry Niewood (1976), Bernie Senensky en Buddy DeFranco (1977), keerde hij terug naar Montréal en gaf les aan de McGill University en de University of Montréal in 1980. Hij werkte ook met zijn eigen kwintet in 1982, met Oliver Jones, Oscar Peterson/Louis Hayes en Lorraine Desmarais in het midden van de jaren 1980 en met zangeres Karen Young. Het gezamenlijke album Contredanse werd in 1989 genomineerd voor de Juno Award. Vanaf 1990 vormde hij een duo met Alain Caron (Basse contre basse) en richtte hij een productiebedrijf voor tv- en filmmuziek op, waarvoor hij ook als componist werkte. In 2007 werkte Michel Donato in een trio met gitarist Jon Geary en accordeonist Marin Nasturica. Donato ontving de Orde van Canada. In 2001 ontvingen hij en James Gelfand de Prix Jutra voor de filmmuziek voor The Orphan Muses (Les muses orphelines).